# Conseil de la République

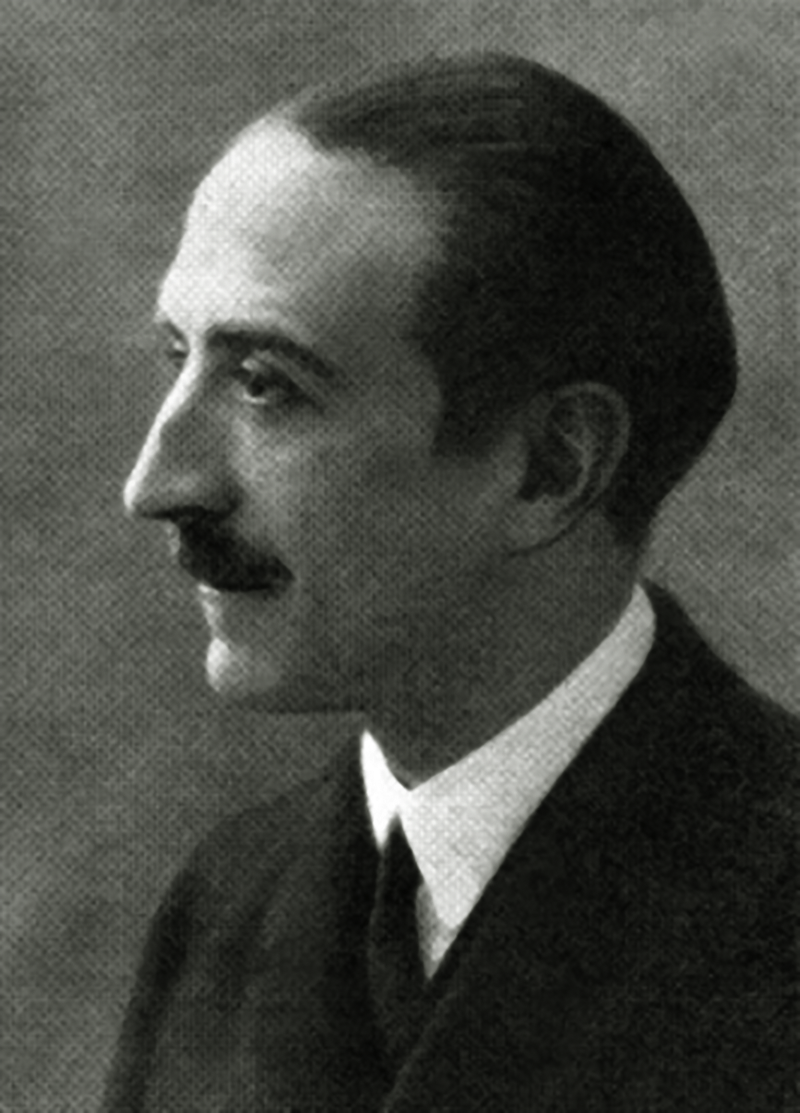
Auguste Champetier de Ribes

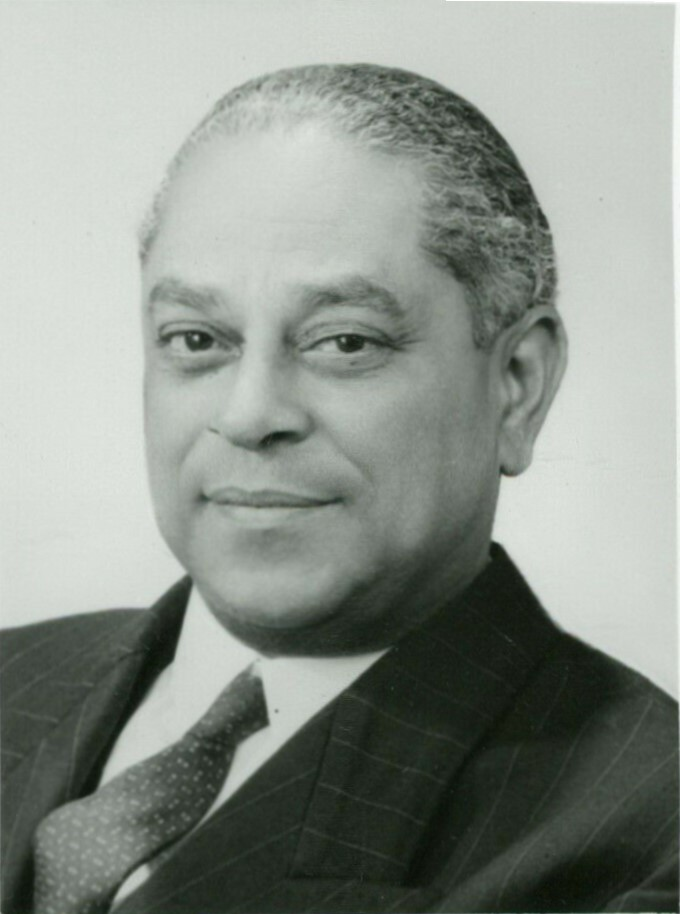
Gaston Monnerville

De Conseil de la République (Nederlands: Raad van de Republiek) was de benaming van het hogerhuis van het Parlement van Frankrijk (Parlement français) tijdens de Vierde Franse Republiek.
Met de instelling van de Vierde Republiek (1946) verdween de Senaat (Sénat) als hogerhuis van het Franse parlement. Hiervoor in de plaats kwam de Conseil de la République. In tegenstelling tot de Senaat van de Derde Franse Republiek, bezat de Conseil de la République aanvankelijk slechts adviserende, en geen wetgevende bevoegdheden. Auguste Champetier de Ribes (1882-1947), van de christendemocratische Mouvement Républicain Populaire (MRP, Republikeinse Volksbeweging), werd op 27 december 1946 tot eerste voorzitter van de Conseil de la République gekozen, maar werd door ziekte verhinderd deze functie uit te oefenen. Op 18 maart 1947 werd Gaston Monnerville (Parti Radical-Socialiste) tot voorzitter van de Conseil de la République gekozen.
In 1954 werd een wetswijziging doorgevoerd waardoor de Conseil de la République wetgevende macht verwierf.
In oktober 1958, nog vóór de stichting van de Vijfde Franse Republiek, werd de Conseil de la République vervangen door de Senaat (Sénat).

## Lijst van voorzitters van deConseil de la République
| Persoon                     | periode                         | partij | opmerking                                                              |
| --------------------------- | ------------------------------- | ------ | ---------------------------------------------------------------------- |
| Auguste Champetier de Ribes | 27 december 1946 - 6 maart 1947 | MRP    | Kon wegens ziekte het ambt van voorzitter niet naar behoren vervullen. |
| Gaston Monnerville          | 18 maart 1947 - 4 oktober 1958  | PRS    | Was nadien tot 2 oktober 1968 voorzitter van de Senaat.                |